# Jesús Lupiáñez Herrera
Jesús Lupiáñez Herrera (Vélez-Málaga, 6 de agosto de 1967) es un español y actual alcalde del municipio español de Vélez-Málaga. 

## Biografía

### Trayectoria política
Licenciado en Derecho por la Universidad de Granada y Experto en Derecho Comunitario por la Universidad de Málaga. Funcionario de carrera del Cuerpo Superior de Administraciones Generales de la Junta de Andalucía, ha desarrollado carrera administrativa desde 1992 en Málaga en diferentes Servicios de la Junta de Andalucía, tales como el de Economía Social (actualmente ostenta la Sección de Régimen Jurídico y Registro de Cooperativas), Servicio de Formación y Empleo, Servicio de Gestión Tributaria, Servicio de Carreteras y Servicio de Consumo. Concejal desde el año 2011, habiendo desempeñado en el anterior mandato las Delegaciones de Tradiciones Populares y Deportes, concejal-secretario de la Junta de Gobierno y portavoz del grupo popular.

En 2023, se convirtió en Alcalde de Vélez-Málaga después recuperar el PP la alcaldía, tras 8 años de gobierno del socialista Antonio Moreno Ferrer. Conformando un gobierno de coalición con el GIPMTM. Quedando en la oposición: AxSí, PSOE y Vox.
| Candidato              | Fecha                                                   | Voto |   |   |   |   |   | Total |
| ---------------------- | ------------------------------------------------------- | ---- | - | - | - | - | - | ----- |
| Jesús Lupiáñez Herrera | 17 de junio de 2023 Mayoría requerida: Absoluta (13/25) | Sí   | 9 | 6 |   |   |   | 15/25 |
| Jesús Lupiáñez Herrera | 17 de junio de 2023 Mayoría requerida: Absoluta (13/25) | No   |   |   | 6 | 3 | 1 | 10/25 |